# Elias Kofler
Elias Kofler (* 9. August 2000 in Wien) ist ein österreichischer Handballspieler.

## Karriere
Kofler begann in seiner Jugend bei WAT Fünfhaus Handball zu spielen. Außerdem besuchte der Rückraumspieler begleitend das Schulleistungssportzentrum der ORG Maroltingergasse, welche im Wiener Bezirk Ottakring beheimatet ist, und konnte in seiner Altersstufe die ISF-Schulmeisterschaft 2018 gewinnen.
Mit dem Team, in dem unter anderem auch Lukas Hutecek spielte, konnte Deutschland im Finale 21:18 besiegt werden. Kofler lief für seinen Stammverein in der Regionalliga auf, war ab 2018/19 per Förderlizenz aber auch für die SG Handball West Wien spielberechtigt.
Nach seiner ersten Saison in der Spusu Liga wurde Kofler als „Newcomer des Jahres“ ausgezeichnet.
2022/23 sicherte sich Kofler mit der SG Handball Westwien den Meistertitel in der Handball Liga Austria und wurde vom Österreichischen Handballbund sowie Medienvertretern zum „Handballer des Jahres“ gekürt.
Seit der Saison 2023/24 steht Kofler beim deutschen Verein 1. VfL Potsdam unter Vertrag. Mit Potsdam stieg er im Jahr 2024 in die Bundesliga auf. Im Februar 2025 unterschrieb er einen ab der Saison 2025/26 gültigen Dreijahresvertrag beim Handball Sport Verein Hamburg.
Bei der Weltmeisterschaft 2025 warf er zehn Tore in sechs Spielen und belegte mit der Auswahl den 17. Platz.

## Privates
Sein Bruder Gabriel spielt ebenfalls Handball und ist zurzeit für Handball West Wien aktiv.

## HLA-Bilanz
| 2018/19   | SG Handball West Wien                                           | HLA                                                             | 21                                                              | 17                                                              | 0/0                                                             | 17                                                              |                                                                 |                                                                 |                                                                 |                                                                 |
| 2019/20   | Saison aufgrund der COVID-19-Pandemie in Österreich abgebrochen | Saison aufgrund der COVID-19-Pandemie in Österreich abgebrochen | Saison aufgrund der COVID-19-Pandemie in Österreich abgebrochen | Saison aufgrund der COVID-19-Pandemie in Österreich abgebrochen | Saison aufgrund der COVID-19-Pandemie in Österreich abgebrochen | Saison aufgrund der COVID-19-Pandemie in Österreich abgebrochen | Saison aufgrund der COVID-19-Pandemie in Österreich abgebrochen | Saison aufgrund der COVID-19-Pandemie in Österreich abgebrochen | Saison aufgrund der COVID-19-Pandemie in Österreich abgebrochen | Saison aufgrund der COVID-19-Pandemie in Österreich abgebrochen |
| 2020/21   | SG Handball West Wien                                           | HLA                                                             | 24                                                              | 60                                                              | 0/0                                                             | 60                                                              |                                                                 |                                                                 |                                                                 |                                                                 |
| 2021/22   | SG Handball West Wien                                           | HLA                                                             | 22                                                              | 75                                                              | 0/0                                                             | 75                                                              |                                                                 |                                                                 |                                                                 |                                                                 |
| 2022/23   | SG Handball West Wien                                           | HLA                                                             | 28                                                              | 99                                                              | 0/0                                                             | 99                                                              |                                                                 |                                                                 |                                                                 |                                                                 |
| 2018–2023 | gesamt                                                          | HLA                                                             | 95                                                              | 251                                                             | 0/0                                                             | 251                                                             |                                                                 |                                                                 |                                                                 |                                                                 |

## Erfolge
- SG Handball Westwien
  - 1× HLA „Newcomer des Jahres“ 2018/19
  - 1× Österreichischer Meister 2022/23
  - 1× HLA „Handballer des Jahres“ 2022/23
- 1. VfL Potsdam
  - 1× Meister 2. Deutsche Bundesliga